# Handbuch der Laubholzkunde
Handbuch der Laubholzkunde (abreviado Handb. Laubholzk.) es un libro con ilustraciones y descripciones botánicas que fue escrito por el botánico alemán Leopold Dippel y publicado en Berlín en 3 volúmenes en los años 1889-1893.

## Publicaciones
- Volumen nº 1: Aug-Sep 1889, p. (i)-viii, (1)-449
- Volumen nº 2: Nov 1891, p. (i)-iv, (1)-591
- Volumen nº 3: Oct-Nov 1893, p. (i)-vii, (1)-752